# Immer der Nase nach
Immer der Nase nach ist eine deutsche Tragikomödie von Kerstin Polte aus dem Jahr 2021. Der Film ist seit dem 19. August 2021 in der ZDFmediathek verfügbar und wurde am 26. August 2021 erstmals im Fernsehprogramm des ZDF ausgestrahlt.

## Handlung
Schaufensterdekorateurin Tanja ist Anfang 50 und sieht sich vor neuen beruflichen Herausforderungen, da ihr durch zunehmende Internetgeschäfte die Aufträge wegbrechen. Jetzt zieht Tochter Lisa aus, um in einer WG einen neuen Lebensabschnitt zu beginnen. Auf der Einweihungsfeier trifft Tanja die neue Liebe ihres Exmannes, was ihr ein wenig die Stimmung vermiest. Beim Verlassen trifft sie auf den deutlich jüngeren Lebenskünstler Nick, Tanjas beste Freundin Imke würde sie am liebsten sofort verkuppeln. Und tatsächlich entwickelt sich eine gewisse Zuneigung zwischen den beiden.
Beruflich muss Tanja einiges verändern. Bei der jugendlichen Kleiderkette „New Born“ nimmt sie an einem Pitchverfahren teil. Hier trifft sie die junge Alev, welche Tanja aufgrund ihrer angebotenen Onlinekurse wie gerufen kommt. Um mit der beruflich erforderlichen Jugendlichkeit mitzugehen, lässt Tanja sich auf einiges ein, geht im Club tanzen, studiert die Zielgruppe und trifft sich mit Nick zum Schrottangeln an der Spree. Leider vergisst sie dabei die wichtigen Menschen um sie herum. Sie bekommt nicht mit, dass Tochter Lisa ihren Job verloren hat und dringend nach dem Sinn im Leben sucht. Auch nicht, dass Freundin Imke jemanden zum Zuhören braucht. Denn aktuell dreht sich bei Tanja fast alles um sie selbst. Tanjas Mutter Ellen möchte ungehindert ihre letzten Dinge ordnen, aufgrund eines Missverständnisses denkt Tanja, ihre Mutter habe Krebs im Endstadium. Imke wird es irgendwann zu viel, in einem mit sich selbst gehaltenen Dialog vermittelt sie Tanja ihre zerrüttete Freundschaft. Anschließend gibt sie Tanja eine Ohrfeige und kündigt ihr die Freundschaft auf.
Tanja merkt, dass sie etwas ändern muss und mehr auf ihre Mitmenschen zugehen sollte. Mit Alevs Online-Knowhow kann sie einen kleinen Auftrag mit einer Tierhandlung abschließen und beschließt, den Pitch gemeinsam mit Alev zu gestalten. Hier haben sie zunächst keine zündende Idee und versuchen durch halluzinogene Pilze Inspiration zu gewinnen. Beim eigentlichen Pitch improvisieren sie eine achtsamkeitsbasierte Vorstellung und können die Unternehmer damit sogar überzeugen. Sie erfährt von ihrer Mutter schließlich, dass diese nicht todkrank sei, sondern eine Weltreise plant, weshalb sie in letzter Zeit viel aufgeräumt und organisiert hat.
Eine Woche später brechen Mutter Ellen und Enkelin Lisa gemeinsam zu ihrer Reise auf. Tanja versucht noch einmal, auf Imke zuzugehen, was diese jedoch nicht zulässt. Zum Schluss sieht man Tanja am Wasser sitzen. Nick, der vorbeikommt, setzt sich zu ihr.

## Produktion
Der Film wurde vom 13. Oktober 2020 bis zum 12. November 2020 in Berlin und Potsdam gedreht.

## Soundtrack
Für den Soundtrack wurden unter anderem folgende Songs verwendet:
- Teardrop interpretiert von José González
- Bunny von Ultra Orange & Emmanuelle
- My Star gesungen von Ane Brun
- I put a spell on you interpretiert von Jeff Beck & Joss Stone
- Gatekeeper gesungen von Feist
- Perhaps, perhaps, perhaps interpretiert von Doris Day

## Rezeption

### Kritiken
Das Lexikon des internationalen Films bewertet den Film mit 2 von 5 Sternen. Der Film habe die Absicht „eine Figur aus einer oft vernachlässigten Altersgruppe ins Zentrum zu stellen. Trotz guter Darstellerinnen und sympathischer Ideen kommt der Film allerdings nicht über banale Erkenntnisse hinaus und lässt Humor und Anspruch vermissen.“
Rainer Tittelbach gibt dem Film in seiner Besprechung auf tittelbach.tv insgesamt 5 von 6 Sternen. Positiv wird bewertet, dass auf die gewohnten Schubladen verzichtet wird. So würde nicht ständig auf dem Alter der Protagonistin herumgeritten, noch würde der Altersunterschied zwischen Tanja und Nick zum Thema gemacht. Das Rollenverständnis sei fluide, alternative Lebensmodelle würden durchgespielt. Regisseurin, Produzentin und Hauptdarstellerin gelinge es, „die kleinen vermeintlich banalen Dinge des Alltags mit den großen Fragen des Lebens zu verbinden, ohne dass daraus Ratgeberfernsehen werden würde“. Die Frage, wo man hingehöre, beschäftige die Figuren in dieser „Fernseh(tragi)komödie, die zugunsten eines sympathischen Weltentwurfs auf eine konventionelle, geschlossene Genrestruktur verzichtet.“

### Einschaltquoten
Bei seiner Erstausstrahlung am 26. August 2021 im ZDF sahen 2,67 Millionen Zuschauer den Film. Dies entsprach einem Marktanteil von 10,3 %.